# Kepler-223
Kepler-223 (KOI-730 hay KIC 10227020) là một ngôi sao G5V với một hệ hành tinh ngoài Hệ Mặt Trời được phát hiện bởi kính viễn vọng không gian Kepler. Các nghiên cứu chỉ ra rằng Kepler-223 hệ sao bao gồm 4 hành tinh quay quanh các ngôi sao.

## Hệ hành tinh
| Thiên thể đồng hành (thứ tự từ ngôi sao ra) | Khối lượng | Bán trục lớn (AU) | Chu kỳ quỹ đạo (day) | Độ lệch tâm | Độ nghiêng | Bán kính |
| ------------------------------------------- | ---------- | ----------------- | -------------------- | ----------- | ---------- | -------- |
| b                                           | —          | —                 | 7.3845               | —           | —          | 3 R🜨     |
| c                                           | —          | —                 | 9.8456               | —           | —          | 3.4 R🜨   |
| d                                           | —          | —                 | 14.7887              | —           | —          | 5.2 R🜨   |
| e                                           | —          | —                 | 19.7257              | —           | —          | 4.6 R🜨   |

Hệ hành tinh được xác nhận lần đầu tiên được phát hiện bởi sứ mệnh Kepler, và chứa bốn hành tinh. Hệ thống này ban đầu được cho là chứa hai hành tinh đồng quỹ đạo quay quanh ngôi sao ở khoảng cách quỹ đạo gần giống nhau sau mỗi 9,8 ngày, với một hành tinh bị khóa vĩnh viễn 60° so với hành tinh kia tại một trong hai điểm Trojan Lagrangian. Hai hành tinh đồng quỹ đạo được cho là bị khóa cộng hưởng chuyển động trung bình với hai hành tinh khác, tạo ra cộng hưởng tổng thể 6:4:4:3. Đây sẽ là ví dụ đầu tiên được biết đến về các hành tinh đồng quỹ đạo.
Tuy nhiên, nghiên cứu tiếp theo về hệ thống cho thấy một cấu hình thay thế, với bốn hành tinh có chu kỳ quỹ đạo theo tỷ lệ 8:6:4:3 được dữ liệu hỗ trợ tốt hơn. Cấu hình này không chứa các hành tinh đồng quỹ đạo, và đã được xác nhận bởi các quan sát thêm. Nó đại diện cho cộng hưởng quỹ đạo 4 vật thể đầu tiên được xác nhận.
Các bán kính lần lượt là 3,0, 3,4, 5,2 và 4,6 bán kính Trái Đất và chu kỳ quỹ đạo lần lượt là 7,3845, 9,8456, 14,7887 và 19,7257 ngày.